# エアロミニ四駆
エアロミニ四駆（エアロミニよんく）は、タミヤの動力付き自動車模型、ミニ四駆シリーズの一種。1998年2月から発売された。

## 概要
こしたてつひろの漫画『爆走兄弟レッツ&ゴー!!MAX』に登場して（マシンのデザインも、こしたが担当した）人気を得た。フルカウルミニ四駆の後継車種として生産が行われた。
前述の通り、これら車両はこしたがデザインした架空の車であるが、箱には他シリーズに合わせたのか「32分の1スケール」の表記があった。但し、製品はかなり大きく、24分の1スケールの車両に近い。採用されたシャーシはスーパーX及びその進化形のスーパーXX、またはTZ-X、VSの4タイプである。
デザインの特徴としてはフルカウルがその名の通り大半が前輪後輪共にカウルに覆われた形状だったのに対し、こちらは後輪のみにカウルがあり前輪は剥き出しもしくは完全に覆えないほど極端にカウルが小型化される傾向がある。ただし、「ストームクルーザー」はもともとゲームソフト『ミニ四駆GB Let's＆Go オールスターバトルMAX』の予約特典としてフルカウルミニ四駆「シャイニングスコーピオン」をリファインして作られた「シャイニングスコーピオンX」の金型を流用したため、「バニシングゲイザー」はリアルミニ四駆「バックブレーダー」の後継機という設定のため、エアロミニ四駆にカテゴライズされながらフルカウル形状となっている。
レッツ&ゴーMAX登場車種またはその派生車種のうち実際に走るモデルがメインとなっているが、例外的に｢ファイヤースティンガー｣はシャーシがスーパーTZ(実際の単品キット)/スーパー1(アニメでのバンパー描写、及びレイスティンガーとのスペシャルキット)であるためかフルカウルミニ四駆として発売されていた。また、元々リアルミニ四駆シリーズであったものを走行用モデルとしてリメイクした｢ディオマース・ネロ｣はVSシャーシ、しかもMAXの登場車種であるにもかかわらずフルカウルの扱いとなっている。

## 登場車種
ナンバー/マシン名（『爆走兄弟レッツ&ゴー!!MAX』内での使用キャラクター/該当商品のみ）
- 01/マックスブレイカー（一文字豪樹／Zナンバーズの2号機）（1998年2月発売、スーパーXシャーシ初採用商品／現在販売休止）
- 02/シャドウブレイカーZ-3（一文字烈矢／Zナンバーズの3号機）（1998年3月発売）
- 03/ファントムブレード（草薙 漸／リアルミニ四駆「バイスイントルーダー」とは兄弟機という設定）（1998年5月発売／現在販売休止）
- 04/ナックルブレイカー（一文字烈矢／Zナンバーズの1号機）（1998年9月発売）
- 05/ストームクルーザー（服部竜平、楠大吾／GB『ミニ四駆GB Let's＆Go オールスターバトルMAX』の予約特典品「シャイニングスコーピオンX」のボディの塗装変更品／漫画では竜平と大吾が2人1体で使用していたが、アニメでは竜平個人が使用している（一方で大吾は市販のフルカウルミニ四駆「ガンブラスターXTO」を改造した「GBSフォーミュラー」を使用している）。なお、アニメでは市販の「シャイニングスコーピオン」のボディを改造した設定である）（1998年10月発売）
- 06/ライジングトリガー（鷹羽リョウ）（1998年11月発売）
- 07/ブレイジングマックス（一文字豪樹／マックスブレイカーの改良機という設定、アニメでは発売前に先立って登場している）（1999年2月発売、VSシャーシ初採用商品／現在販売休止）
- 08/ナックルブレイカー ブラックスペシャル（未登場／ナックルブレイカーのクリアブラック仕様で、シャーシもクリア仕様）（1999年3月発売）
- 09/バニシングゲイザー（クリフ、アストロレンジャース・ユース／漫画のみ登場／リアルミニ四駆「バックブレーダー」の後継機という設定｡全体的なフォルムはバックブレーダーに準じるが、キットも原作同様各所パーツ変更(目立つところでウイング形状変更、エアロスパッツ廃止など)が加えられているため単なるバックブレーダーの色違いではない。（1999年4月発売、スーパーTZ-Xシャーシ初採用商品）
- 10/デザートゴーレム（カリーム・ハメド／漫画のみ登場）（1999年5月発売／現在販売休止）
- 11/マックスブレイカーTRF（未登場）（1999年6月発売）
- 12/ライトニングマグナム（星馬豪／漫画のみ登場）（1999年9月発売／現在販売休止）
- 13/ブレイジングマックス プリズムブルースペシャル（未登場／ブレイジングマックスのブルー仕様）（1999年12月発売／現在販売休止）
- 14/ブリッツアーソニック（星馬烈／ジオラマストーリーと2008年新作漫画のみ登場）（2000年1月発売／現在販売休止）
- 15/ブリッツアーソニック ブラックスペシャル（未登場／ブリッツアーソニックのブラック仕様）（2000年12月発売／現在販売休止）
- 16/LMブレイカー（未登場／ライトニングマグナムのクリア仕様）（2000年12月発売）
- 17/デザートゴーレムGPA（未登場）（2002年3月発売／現在絶版）
- 18/マックスブレイカー ブラックスペシャル（未登場／マックスブレイカーのブラック仕様）（2009年11月発売／現在販売休止）
- 19/ライジングトリガー ホワイトスペシャル（未登場／ライジングトリガーのホワイト仕様）（2009年12月発売）
- 20/ナックルブレイカー ブルースペシャル（未登場／ナックルブレイカーのクリアブルー仕様）（2010年9月発売／現在販売休止）
- 21/ファントムブレード ブラックスペシャル（未登場／ファントムブレードのブラック仕様）（2014年4月発売／現在販売休止）

## 登場車種(限定版)
マシン名（『爆走兄弟レッツ&ゴー!!MAX』内での使用キャラクター/該当商品のみ）
- ナックルブレイカー ジャパンカップ スペシャル（一文字烈矢）（1998年7月発売）
- マックスブレイカー CX09 ブラックスペシャル（未登場／マックスブレイカーTRFのガンメタカラー仕様）（2009年7月発売／2017年3月に再発売）
- シャドウブレイカーZ-3 スーパーXXスペシャル（一文字烈矢）（2010年6月発売）